# Авон ле Рош
Авон ле Рош (фр. Avon-les-Roches) је насељено место у Француској у региону Центар, у департману Ендр и Лоара.
По подацима из 2011. године у општини је живело 559 становника, а густина насељености је износила 16,8 становника/km².

## Демографија
| 1962. | 1968. | 1975. | 1982. | 1990. | 2011. |
| ----- | ----- | ----- | ----- | ----- | ----- |
| 682   | 648   | 656   | 579   | 560   | 559   |